# 고노스역
고노스역(일본어: 鴻巣駅, こうのすえき)은 일본 사이타마현 고노스시에 있는 동일본 여객철도（JR동일본）다카사키 선의 역이다.

## 타는 곳
| 1 | ■다카사키 선                          | 오미야·우라와·아카바네·우에노 방면                                   |
| 1 | ■쇼난 신주쿠 라인（도카이도 선 직결） | 오미야·이케부쿠로・신주쿠・요코하마・오후나・히라쓰카・오다와라 방면 |
| 2 | ■다카사키 선                          | (대피선)                                                             |
| 2 | ■다카사키 선                          | 구마가야・다카사키・마에바시 방면                                    |

## 인접역
동일본 여객철도
■다카사키 선・■■쇼난 신주쿠 라인
보통・쇼난 신주쿠 라인 쾌속
기타모토 - 고노스 - 기타코노스
쇼난 신주쿠 라인 특별쾌속
구마가야 - 고노스 - 기타모토
쾌속 아방・일부 통근쾌속
오케가와 - 고노스역 - 구마가야
통근쾌속
오미야역 - 고노스역 - 구마가야